# Samsung SGH-A177
De Samsung SGH-A177 is een mobiele telefoon uit 2009 en geproduceerd door Samsung Electronics.
De telefoon werd exclusief op de markt gebracht door AT&T voor de Noord-Amerikaanse markt. Het apparaat heeft een schermdiameter van 5,6 cm, een ingebouwde camera met een resolutie van 640×480 pixels en 64 MB opslagcapaciteit. Het apparaat biedt Bluetooth 2.0 en USB-connectiviteit voor gegevensoverdracht en het opladen van de batterij.
Qua uiterlijk heeft de mobiele telefoon een combinatie van zwarte en grijze kleuren.